# Матвейс, Волдемар
Волдемар Матвейс (Волдемар Матвей, псевдоним — Владимир Марков; 1 (13) октября 1877, Рига, Российская империя — 3 (16) мая 1914, Санкт-Петербург) — российский латвийский художник-модернист и теоретик искусства. Известен, как первый в России исследователь традиционного искусства африканских стран к югу от Сахары.

## Биография
Учился в школе живописи и рисунка Вениамина Блума в Риге. В 1902 году картина Матвейса «Берёзы на закате солнца» (латыш. Bērzi saules rietā) была включена в передвижную выставку Балтийского общества, где он получил за неё золотую медаль.
В 1905 году поступил в Санкт-Петербургскую Академию художеств, до этого несколько лет проработав учителем рисования в Тукумсе. В Петербурге он организовал группу художников «Союз молодёжи» (латыш. Jaunatnes savienība), которая придерживалась основных принципов «русского авангарда» и «новых принципов искусства». Группа работала в модернистских стилях искусства (фовизм, кубизм, постимпрессионизм), также следуя традициям прерафаэлитов и русской иконописи. Матвейс также серьёзно занимался изучением «примитивного» искусства (в 1907—1914 годах он много путешествовал, занимался этнографией и изучением искусства народов Африки и Океании; результаты этих исследований были описаны в его произведениях «Искусство острова Пасхи» и «Искусство негров»). Написал эссе о фактуре (1914). Кроме того, важное место в его творчестве занимали китайские мотивы.
В 1913 году  вместе с художницей Варварой Бубновой совершил поездку по этнографическим музеям Западной Европы для сбора материалов и фотографирования африканской скульптуры. Именно она после скоропостижной смерти В. Матвея в 1914 году подготовила к печати его книгу «Искусство негров» (1919). 
Среди работ Матвейса — пейзажи («Сад»), панорамы Санкт-Петербурга («Зима в Санкт-Петербурге»), картины на фольклорные мотивы («Античность»), подражания средневековой иконописи («Голгофа», «Положение во гроб») и так далее.
Умер от неустановленной болезни брюшной полости. Похоронен в Риге, на Большом кладбище.